# Dabronc megállóhely
Dabronc megállóhely egy Veszprém vármegyei vasúti megállóhely Dabronc településen, a MÁV üzemeltetésében.
A belterület déli szélén helyezkedik el, közvetlenül a 73 173-as számú mellékút szintbeli vasúti keresztezése mellett.

## Vasútvonalak
A megállóhelyet az alábbi vasútvonalak érintik:
- Boba–Bajánsenye-vasútvonal

## Kapcsolódó állomások
A megállóhelyhez az alábbi állomások vannak a legközelebb:
- Ukk vasútállomás (Boba–Bajánsenye-vasútvonal)
- Türje megállóhely (Boba–Bajánsenye-vasútvonal)

## Forgalom
| Járat        | Útvonal | Gyakoriság |
| ------------ | --- | ---------- |
| személyvonat | Zalaegerszeg – Zalaszentiván – Kemendollár – Pókaszepetk – Pakod – Zalabér-Batyk – Türje – Dabronc – Ukk – Rigács – Nemeskeresztúr – Jánosháza – Kemenespálfa – Boba – Nemeskocs – Celldömölk (napi 1 tovább Szombathely felé) | 2 óránként |